# NK Dinamo Odranski Obrež
Nogometni klub Dinamo Odranski Obrež hrvatski je nogometni klub iz Odranskog Obreža. Trenutačno se natječe u 3. NL – Centar.

## Vanjske poveznice
- Službena web-stranica
- Arhivirana web-stranica
- Profil, HNS Semafor